# (216) Kleopatra
J ha ghjbhhest
(216) Kleopatra – planetoida z pasa głównego okrążająca Słońce w ciągu 4 lat i 245 dni w średniej odległości 2,79 j.a.

## Odkrycie
Została odkryta 10 kwietnia 1880 roku w obserwatorium marynarki wojennej w Puli (Istria) przez Johanna Palisę. Nazwa pochodzi od Kleopatry, ostatniej królowej Egiptu.

## Właściwości
Była pierwszą planetoidą przebadaną wiązką radiową, wysłaną z radioteleskopu w Arecibo (Portoryko). Kształtem przypomina kość lub hantle. Należy do planetoid żelaznych, stosunkowo rzadko występujących. Średnia gęstość wynosi 3,6 g/cm³.

## Naturalne satelity

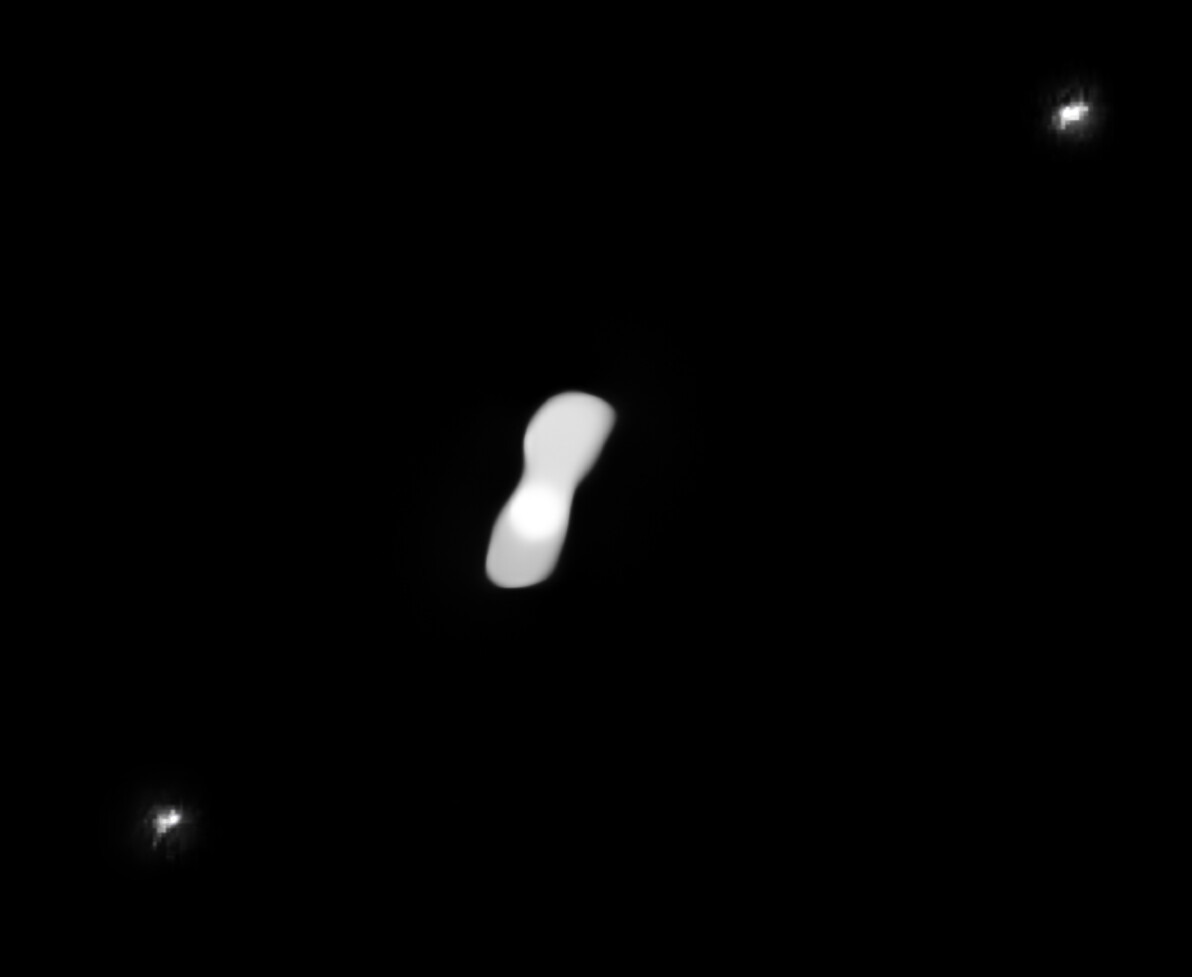
Kleopatra i jej dwa księżyce (zdj. ESO)

24 września 2008 roku zidentyfikowano dwa księżyce tej planetoidy. Alexhelios (S/2008 (216) 1) ma rozmiar 5 km i okrąża ciało macierzyste w odległości ok. 775 km w czasie 4,2 dnia; Cleoselene (S/2008 (216) 2) ma 3 km i na jeden obieg potrzebuje ok. 1,4 dnia w średniej odległości 380 km.
(216) Kleopatra powstała na skutek połączenia się odłamków pozostałych po kolizji dużej planetoidy żelazno-skalistej w zamierzchłej przeszłości. Do kolejnego zderzenia doszło około 100 milionów lat temu, gdy planetoida została uderzona przez kolejny obiekt pod bardzo dużym kątem. Uderzenie nadało planetoidzie bardzo szybką rotację, powodującą wydłużony kształt. Doprowadziło również do wyrwania pierwszego księżyca. Drugi oderwał się około 10 milionów lat temu.